# St. Bonifatius (Kirchheilingen)

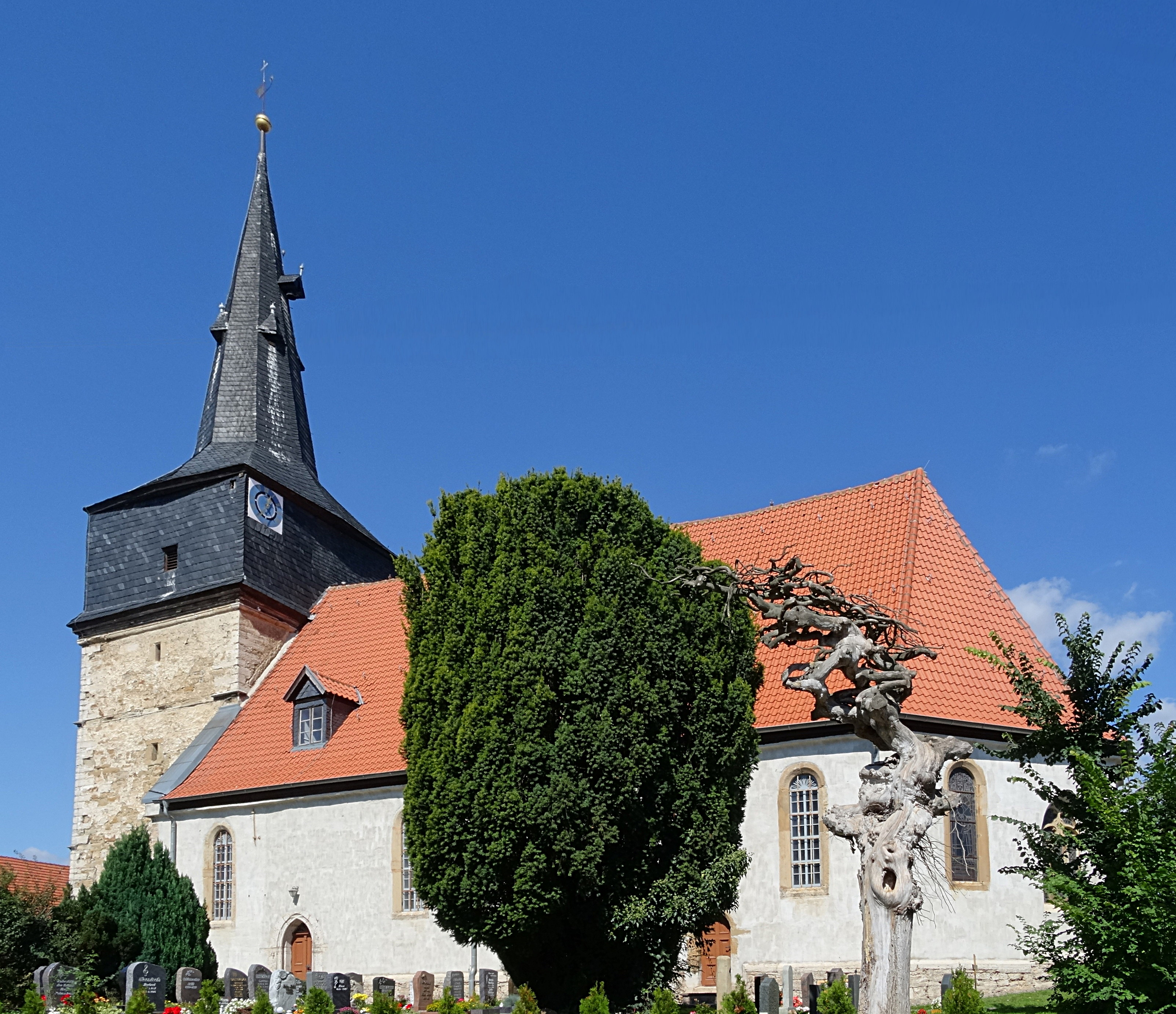
Kirchheilingen, St. Bonifatius

Die evangelisch-lutherische denkmalgeschützte Kirche St. Bonifatius steht in Kirchheilingen, einer Gemeinde im Unstrut-Hainich-Kreis in Thüringen. Die Kirchengemeinde Kirchheilingen gehört zur Pfarrei Kirchheilingen im Kirchenkreis Mühlhausen der Evangelischen Kirche in Mitteldeutschland.

## Beschreibung

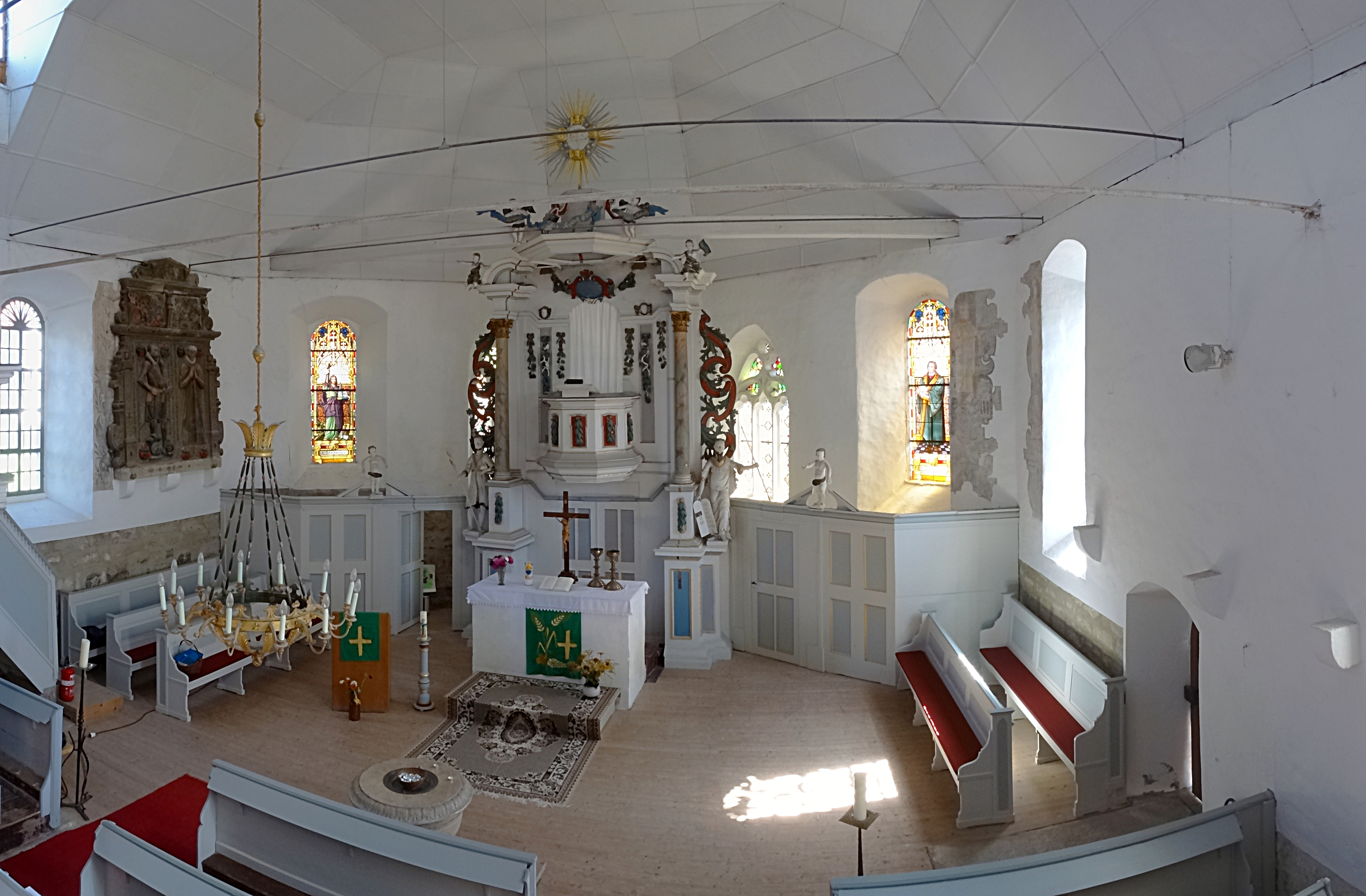
Innenraum-Panorama

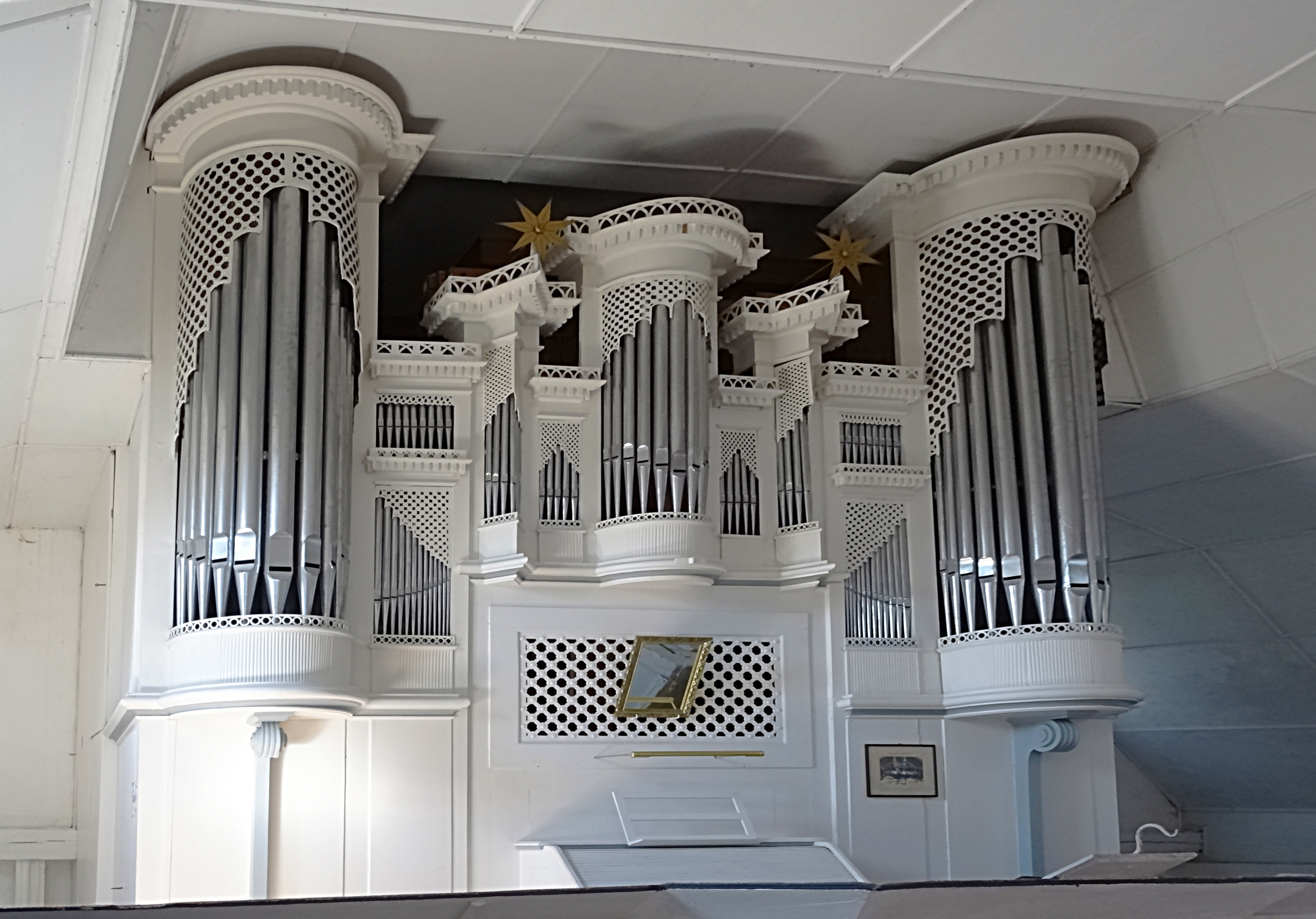
Sauer-Orgel von 1907

Die stattliche, mit einem Satteldach bedeckte Saalkirche wurde 1595 unter Einbeziehung von Teilen des 1279 erwähnten Vorgängerbaus errichtet. Sie hat einen dreiseitigen Abschluss im Osten. Das Portal im Süden hat Überstabungen. Der Chor hat Maßwerkfenster. Nach einem Brand 1650 wurde die Kirche wiederaufgebaut und erweitert. Im 19. Jahrhundert wurde sie verändert. Der Kirchturm im Westen hat kielbogige Fenster. Er ist mit einem schiefergedeckten, spitzen, achtseitigen Helm bedeckt. Im Norden befindet sich eine doppelläufige, steinerne, überdachte Treppe mit einem hölzernen Gebälk von 1618. Ihre Brüstungen sind als Baluster gestaltet.
Der Innenraum des Kirchenschiffs ist mit einem kassettierten, gebrochenen Tonnengewölbe überspannt. Die untere der zweigeschossigen Emporen hat ein stark profiliertes Gebälk. Die Pfeiler ihrer Brüstungen sind mit Beschlagwerk verziert. Die Brüstungen der oberen Emporen sind bemalt. Die Fenster im Chor sind durch Reste von Rollwerkmalerei gerahmt. Der barocke Kanzelaltar hat Figuren von Moses und Johannes dem Täufer. Über den seitlichen Durchgängen stehen Putten, auf dem Schalldeckel Engel. Ein doppeltes Epitaph für den Obristen Melchior von Schorbrant und seiner Gattin ist aus farbig gefasstem Stein links vom Altar angebracht. Beide sind lebensgroß zwischen Pilastern mit Beschlagwerk dargestellt, der Auszug zeigt die Grablegung und die Auferstehung Jesu Christi. Im Fußboden befinden sich Grabsteine aus dem 16. Jahrhundert.
Die Orgel mit 20 Registern, verteilt auf zwei Manuale und Pedal, wurde 1907 von Wilhelm Sauer im Prospekt einer älteren Orgel aus dem Jahr 1802 gebaut und 2007 von Orgelbau Schönefeld aus Stadtilm restauriert.
Die Kirche wurde ab 1995 restauriert.